# Mosche Maja

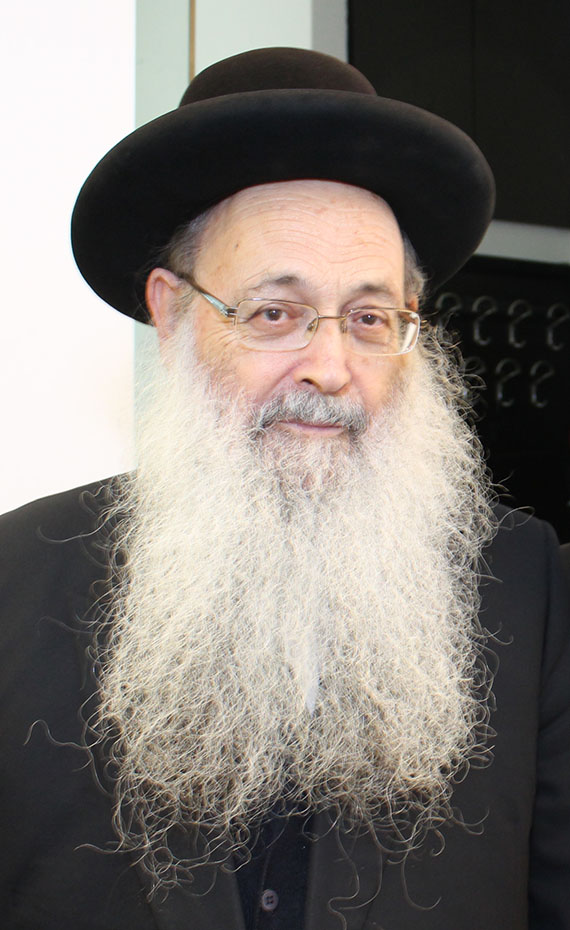
Mosche Maja

Mosche Maja (hebräisch משה מאיה‎; * 9. August 1938 in Petach Tikwa) ist ein israelischer Rabbiner und ehemaliger Politiker.

## Leben
Er erhielt seine Semicha als Rabbiner und war als solcher in Yad Eliyahu bei Tel Aviv tätig. Er war Knessetabgeordneter der Schas von 1992 bis 1996. Zudem war er stellvertretender Bildungsminister von 1992 bis 1993. Maja ist derzeit Schas-Rat der Torah-Weisen. Er leitet die Zikron Moshe Jeschhiwa in Tel Aviv.